# 全鐘千
全 鐘千（チョン・ジョンチョン、朝鮮語: 전종천、1927年1月17日 - 2008年11月2日）は、大韓民国の警察公務員、政治家。第12代韓国国会議員。
本貫は天安全氏、号は陽谷（ヤンゴク、양곡）。仏教徒。

## 経歴
日本統治時代の全羅北道（現・全北特別自治道）高敞郡出身。警察専門学校（現・警察人材開発院）修了。建国大学校法政大学法学科卒。延世大学校行政大学院高位政策課程修了。鎮安警察署・茂朱警察署・淳昌警察署・長水警察署・潭陽警察署の各署長、全羅北道警察局情報2課長、全州警察署長、全羅北道警察局情報1課長、治安本部海洋警察隊警備部長、済州道警察局長、治安本部鑑識課長・治安監、民主正義党所属の第12代国会議員、韓日大陸棚会議・IAI総会韓国代表、国会農水産委員・予決委員、民正党倫理委員・人権伸張特別委員、安重根義士奨学会理事、大韓民国憲政会幹事を務めた。
2008年11月2日、持病により死去。享年81。